# Carl Friedrich Seutter von Loetzen
Carl Friedrich Seutter von Loetzen (* 11. Januar 1820 in Lindau; † 23. September 1892 in Wien) war ein deutsch-österreichischer Kaufmann, Industrieller und Abgeordneter zum österreichischen Reichsrat.

## Leben

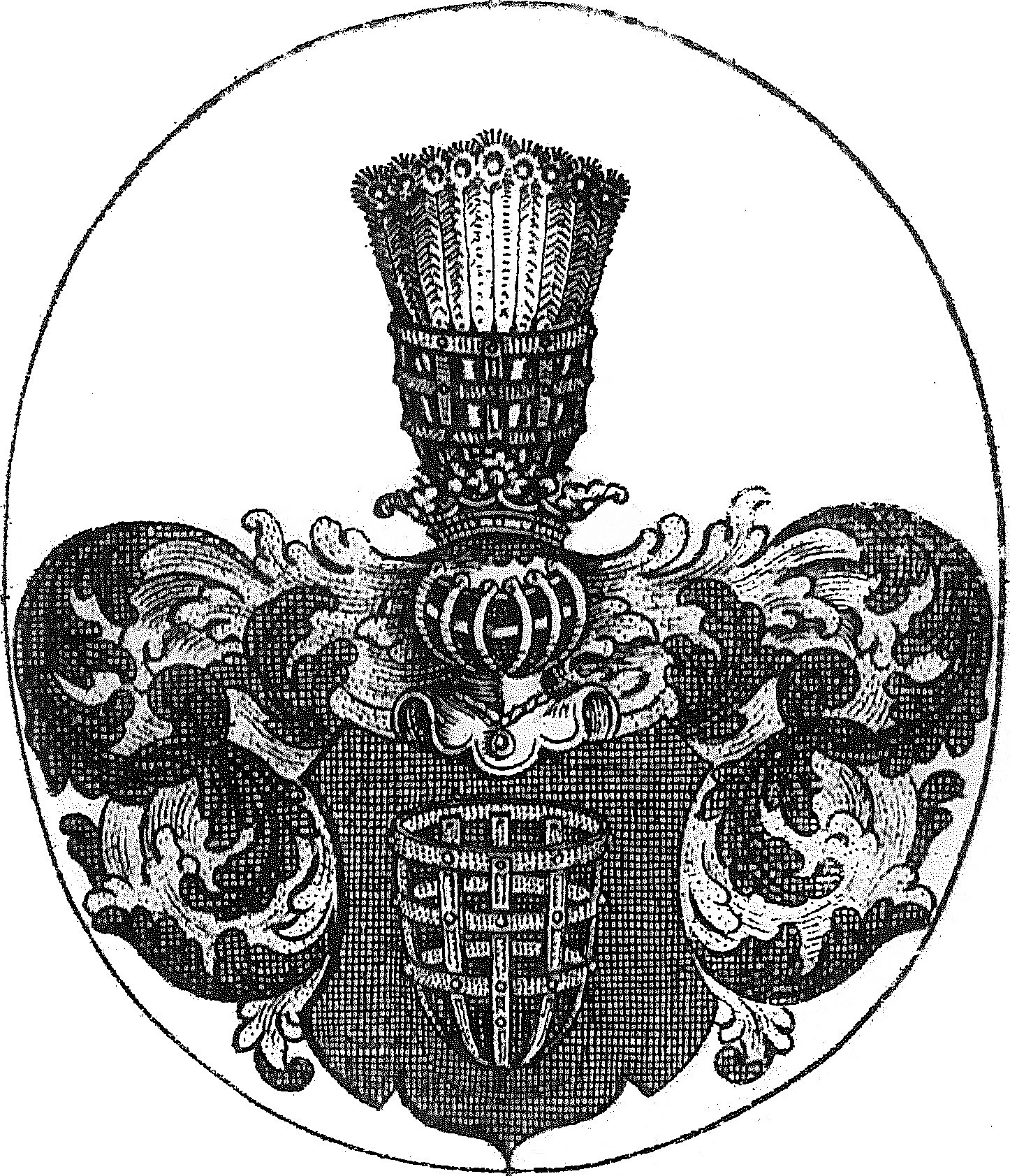
Wappen der Seutter von Loetzen im Königreich Bayern und im Kaiserreich Österreich.

Der Sohn des Weinhändlers und Patriziers in Lindau (Bodensee) Johann Adam Seutter von Loetzen (1784–1862) begann seine berufliche Laufbahn als Lehrling im Handelsunternehmen seines Bruders Eduard (1809–1879), der Firma Hail & Seutter in Prag. 1850 ging er als Handelsreisender nach Wien, wo er 1857 die Österreichische Staatsbürgerschaft und 1858 die Prävalierung (Anerkennung des hoffähigen Adels im Kaiserreich Österreich) für sich und seine Nachkommen erhielt. Bereits nach wenigen Jahren war er Prokurist und Gesellschafter einer Wiener Baumwollgarnhandlung, die er ab 1861 unter dem Namen Seutter & Co. führte. Ab 1873 war er der alleinige Inhaber. Nach seinem Tod 1892 wurde die Firma vom ältesten Sohn Hermann (1863–1908) übernommen und nach dessen frühem Tod von dessen Gemahlin Amélie, geb. Kolbe (1867–1953), und in der Folge vom ältesten Sohn Erich (1890–1965) weitergeführt. 1979, unter der Leitung von Erichs Schwiegersöhnen, fusionierte die Firma mit der G. Borckenstein & Sohn AG. 
In der Zeit von 1874 bis 1879 gehörte Carl Seutter von Loetzen dem Abgeordnetenhaus zum österreichischen Reichsrat an und seit 1880 war er Kaiserlicher Rat. Nach dem Tod seines Bruders Eduard legte er sein Mandat nieder und übernahm 1879 die Prager Firma und 1880 ein Werk in Seebach (Gemeinde Seeboden) bei Spittal an der Drau. 1881/1882 erbaute er die Villa Seutter in Hacking bei Wien und erwarb 1882 eine Baumwollspinnerei und Mühle in Unter-Eggendorf bei Wiener Neustadt. In der besten Zeit seines Firmenimperiums waren bis zu 500 Beschäftigte zu verzeichnen. Seutter vergaß dabei auch nicht die sozialen Komponenten, denn dem Werk war neben den Werkstätten für die Ausbildung der Arbeiter auch eine Arbeitersiedlung mit einem Kindergarten und einer Schule angeschlossen.
Darüber hinaus war Carl Seutter von Loetzen auch Handelskammerrat und Handelsgerichtsbeisitzer sowie Repräsentant des Gremiums der Wiener Kaufmannschaft. Weiters nahm er innerhalb der evangelischen Gemeinde in Wien eine herausragende Stellung ein.

## Würdigung
Nach ihm wurde 1894 die Seuttergasse im 13. Wiener Gemeindebezirk (Hacking) sowie die Seuttergasse in Eggendorf benannt.